# Nordjyllands Amt
Nordjyllands Amt byl dánský okres. Nacházel se v severní části Jutského poloostrova.

## Města a obce
(počet obyvatel k 1. červnu 2005)
| - Arden (8.501) - Brønderslev (20 083) - Brovst (8 344) - Dronninglund (15 209) - Farsø (8 015) - Fjerritslev (8 476) - Frederikshavn (33 819) - Hadsund (10 974) - Hals (11 603) - Hirtshals (14 045) - Hjørring (35 424) - Hobro (15 273) - Læsø (2 150) - Løgstør (10 225) | - Løkken-Vrå (8 867) - Nibe (8 301) - Nørager (5 567) - Pandrup (10 660) - Sæby (17 971) - Sejlflod (9 405) - Sindal (9 433) - Skagen (11 677) - Skørping (9 814) - Støvring (13 045) - Åbybro (11 406) - Ålborg (163 290) - Års (13 348) |